# Jules Monchanin
Pour les articles homonymes, voir Monchanin.
Jules Monchanin (ayant choisi de se faire appeler Swami Paramarubyananda), né le 10 avril 1895 à Fleurie (Rhône), en France, et décédé le 10 octobre 1957 à Paris,,, était un prêtre catholique français, moine et ermite, ardent promoteur de l'inculturation de la vie religieuse chrétienne en Inde et du dialogue interreligieux hindou-chrétien.

## Biographie
Jules Monchanin est le fils d'Antoine Monchanin, négociant en vins, et de Marie-Ursule Janin. À l'époque de sa fréquentation du petit séminaire Saint-Jean de Lyon, il découvre le bouddhisme par la lecture d'un livre que son père lui avait acheté chez un bouquiniste des quais de la Seine, Essai sur la vie de Bouddha par Émile Sénart.
Sa santé est fragile et il obtient une dispense du service militaire. Il effectue sa philosophie au grand séminaire de Francheville où « il se révèle un esprit essentiellement philosophique (il lit alors Nietzsche) quoique attiré par les mystiques de type apophatique : Denys l'Aréopagite, Eckhart, Tauler, Ruysbroek, saint Jean de la Croix ». Il lit aussi des auteurs contemporains classiques comme Sertillanges, Blondel, Bergson.
Durant la Première Guerre mondiale, il enseigne les lettres classiques au petit séminaire Saint-Gildas et dans des lycées. Au lendemain de la guerre, il entreprend sa théologie et est ordonné prêtre en juin 1922. Il est envoyé aux Facultés catholiques de Lyon. En raison de ses problèmes de santé, il renonce à présenter une thèse de doctorat, et il est d'abord nommé à Ricamarie, banlieue ouvrière de la région stéphanoise, puis à la paroisse Saint-Maurice de Lyon, et à la paroisse Saint-Vincent. Il découvre à Roanne un fonds considérable de littérature indienne, et s'en imprègne (le Père de Lubac verra en lui un érudit). Il souffre d'une double broncho-pneumonie. Il fait alors le vœu de consacrer sa vie à la conversion de l'Inde s'il recouvre la santé.
Son voisinage avec la communauté Notre-Dame Saint-Alban l'ouvre à toute sorte de courants d'avant-garde, liturgiques, œcuméniques, interculturels, entrepris par le P. Remillieux. Il milite pour l'œcuménisme et se lie à l’abbé Paul Couturier, et avec le Groupe des Dombes : Monchanin suscitera plusieurs groupes de dialogue d'avant-garde, avec les marxistes, le groupe Thomas More, et aussi avec des Israélites – fait rare pour l'époque : il fait partie du groupe d'amitié entre juifs et chrétiens de Paris ; il fut l'ami intime du Père de Lubac dont il suit les cours, avec un ami. Très ouvert, à Paris il fréquente Picasso, Cocteau et Max Jacob. « Il se passionna par de multiples amitiés pour le judaïsme, le bouddhisme, l’islam, le monde noir des religions polythéïstes, et aussi le monde de l’athéisme contemporain, le communisme ». Il se lie aussi à Louis Massignon avec qui il fait un voyage en Algérie, où ils rencontrent René Voillaume à El Abiodh Sidi Cheikh. Mais il désire rapidement quitter son cercle d'amis pour partir pour l'Inde, alors colonie britannique.

## Missionnaire en Inde
Il rêve de se tourner vers les Indes. L'Inde et sa culture l'attirent et en 1932, il se promet de s'y rendre s'il guérit, par un vœu. Malade et diminué, il s'initie cependant au sanskrit, la langue des lettrés hindous. En 1934, il présente une demande pour quitter le diocèse, elle lui est refusée. Il devra attendre 1938 pour que l'Archevêque de Lyon Mgr Pierre Gerlier lui donne enfin l'autorisation de partir. Le Père Monchanin rêve d'adapter à la culture et civilisation indienne le message de Jésus-Christ, comme il le dira pendant le trajet entre Marseille et l'Inde. Il veut fonder un ashram chrétien où il mènerait une vie méditative, ce qui nécessite une formation missionnaire. Il se rend donc à la Société des Auxiliaires des Missions à Louvain (Belgique), où il restera jusqu'en 1939. C'est à cette date que lui parvient, le dimanche de la Passion, jour anniversaire de celui où il reçut l'extrême onction en 1932 et fit le vœu de partir aux Indes, l'invitation de Mgr Mendoça, évêque de Tiruchirapalli (dans l'État de Tamil Nadu, au sud de l'Inde) à venir dans ce diocèse. Il accepte avec joie et se prépare à partir.

Le 5 mai 1939, il quitte définitivement ses amis, et sa mère âgée de 70 ans. Il s'embarque à Marseille et, après un long voyage de plusieurs mois, arrive enfin en Inde. Au cours d'une interview, il déclare : 
« Il s'agit, non de s'adapter par tactique aux coutumes de l'Inde, mais de s'assimiler par amour ce que l'Inde a d'essentiel dans les modes de son expérience spirituelle, de sa pensée, de sa vie consacrée. La tâche immense qui nous sollicite est de repenser toute l'Inde en chrétien et le christianisme en indien. La greffe de la révélation que les Pères grecs ont faite jadis sur la pensée hellénique, doit être tentée aujourd'hui sur la pensée indienne. Or, aux Indes, nulle philosophie n'est séparée et la vérité est conçue comme une réalisation spirituelle. Le primat de la contemplation n'y a même pas besoin d'être affirmé tant il est reconnu. Un christianisme qui apparaîtrait purement actif, décapité de sa fonction essentielle qui est d'adorer et de louer Dieu semblerait inférieur aux religions indigènes (...) Il est donc infiniment désirable que naisse un jour de l'Inde même, un ordre monastique voué à la contemplation du mystère trinitaire qui achèverait en les dépassant les aspirations millénaires de l'âme indienne au silence et à la méditation. »

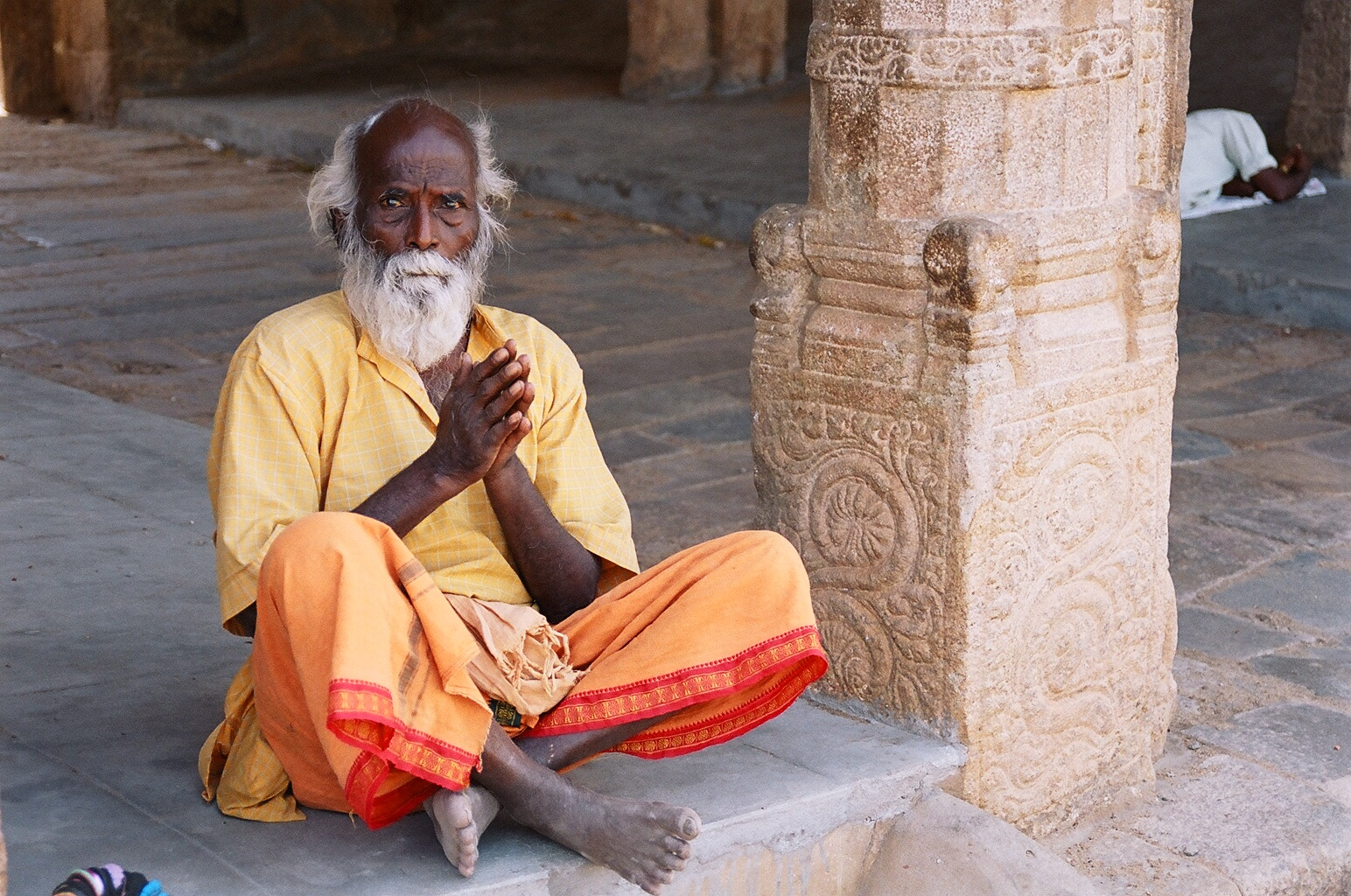
Religieux hindou dans le temple de Trichy.

Il effectua des remplacements de prêtres, avant de devenir, en janvier 1948, curé de Kulitala dans le diocèse de Tiruchirapalli (Trichy). Ses débuts sont difficiles car Jules Monchanin ne parle ni le tamoul ni l'anglais. Mais loin de l'apostolat culturel et contemplatif qu'il espérait, il doit s'occuper, au début de son apostolat, de paroisses pauvres, où vivent essentiellement des gens illettrés. Il rencontre des brahmanes, lisant dans leur langue les grands écrivains hindous, il fréquente l'ashram du Ramana Maharishi, le plus célèbre des brahmanes hindous, qui habite dans une montagne lointaine. Peu à peu il se met à vivre et à se vêtir à l'indienne, s'initiant au tamoul.

## Avec le Père Henri Le Saux, l'ermitage Shantivanam
« Quand serai-je devenu tout à fait membre de ce peuple que Dieu m’a donné, ou plutôt auquel il m’a consacré ? J’aime ce peuple et je voudrais devenir tout à fait sien. Mais quelle distance infranchissable ! Il me faudrait pour cela : une mort et une nouvelle naissance. Que l’Esprit me les donne s’Il veut. »

État du Tamil Nadu.

En 1946 il revient en France, fait quelques conférences puis rentre en Inde en 1947 et peu à peu son projet se concrétise. Un moine breton bénédictin de l'Abbaye Sainte-Anne de Kergonan, Henri Le Saux le rejoint en 1948. C'est le début d'une profonde amitié. Malgré leur caractère différent, les deux hommes parviennent à s'entendre : Le Père Le Saux admire l'esprit d'ouverture de Jules Montchanin. Le 21 mars 1950, jour de la fête de saint Benoît avec l'autorisation de Mgr Mendoça, ils s'installent dans un petit ermitage constitué de deux huttes de bambou recouvertes de feuillage près de la rivière Kâverî (une rivière sainte pour les Hindous) . Le nouvel ashram reçoit le nom de Saccidânanda (la Trinité) ष्अच्च्इद्âन्अन्द्अ.
La messe est célébrée sous l'auvent d'une hutte, ils disent aussi les offices, et adorent le Saint-Sacrement prosternés à l'indienne. Ils vivent assis dans la position des Hindous, deviennent végétariens, se vêtent avec la tunique de coton couleur safran des saddhus, le « kavi » et prennent des noms sanscrits. Monchanin s'appellera « Paramarubyananda » (celui qui met sa joie dans l'être sans forme) (c.à.d. l'Esprit Saint) et Le Saux prendra le nom d'« Abishiktananda » (celui qui met sa joie dans l'Oint) (c.à.d. le Seigneur). : ils réalisent alors une brochure-programme de leur ashram et de leur mission, An indian benedictine ashram. Ils sont rejoints en 1953 par Francis Mahieu (plus tard: Francis Acharya), moine trappiste de l'abbaye de Scourmont en Belgique.
Leur initiative se heurte à un problème: seuls quelques ascètes hindous et de rares visiteurs passent de temps en temps à l'ashram, qui reste isolé, peut-être parce que trop pauvre, ou trop indigène. De plus, des différences de vue entre les deux pionniers rendent la cohabitation difficile. En 1957 Le Père Le Saux quitte l'ermitage pour la région himalayenne. Ce départ est ressenti très durement par le Père Monchanin. Le Père Monchanin devenu célèbre, donne des conférences, à l'Alliance française, à l'Institut d'Indologie, participe à un congrès sur la culture indienne et la personne du Christ, et prêche des retraites : début 1952, il fera un grand voyage dans le Nord de l'Inde pour aller prêcher une retraite aux Pères canadiens de la sainte Croix, au Pakistan. Ce débordement d'activités est contraire à la vie d'un ermite, d'après Le Saux.
En février 1957, Camille Drevet, dans le cadre de sa collaboration pour l'Association des amis de Gandhi avec Louis Massignon rend visite à Jules Monchanin au monastère bénédictin de Shantivanam.
Cette intense activité intellectuelle affaiblit la santé du Père Monchanin, toujours fragile, qui se dégrade brusquement: il est atteint par un cancer. Il est rapatrié en France où il meurt le 10 octobre 1957 à l'hôpital Saint-Antoine de Paris. Après des obsèques à l'église Saint-Séverin, Paris, il est enterré à Bièvres en région parisienne.

## Postérité des Pères Monchanin et Le Saux
- Frère Bede Griffiths (en) ou Swami Dayananda (1906-1993), moine bénédictin, et Francis Acharya (Jean Richard Mahieu) de l'abbaye de Kurisumala Ashram : « Nous essayons de vivre notre vie bénédictine dans le contexte de la spiritualité indienne, qui est la reconnaissance de la présence divine dans l'ensemble de l'univers et notre propre intérieur »[8].
- Le Père Samuel Francis : retrouvé mort le 22 septembre 2008 dans le diocèse de Meerut (État de Uttarakhand en Inde septentrionale) avec Mercy Bahadur[9].